# Donald Woods
Donald Woods, pseudonimo di Ralph Lewis Zink (Brandon, 2 dicembre 1906 – Palm Springs, 5 marzo 1998), è stato un attore canadese.

## Biografia
Nato Ralph L. Zink, ancora bambino emigrò dal Canada a Burbank (California) insieme ai genitori. Si laureò alla Berkeley University, dove conobbe Josephine Van Der Horck, la donna che sarà sua moglie per tutta la vita. 
Arrivò al cinema alla metà degli anni trenta e uno dei suoi primi lavori fu Nebbia a San Francisco, girato nel 1934.
Per gran parte della sua carriera interpretò numerosi film considerati B-movie, ma ebbe anche occasione di partecipare a produzioni più prestigiose, fra le quali si ricordano Le due città (1935), Avorio nero (1936), Le campane di San Fernando (1947).
Oltre che al cinema recitò anche in teatro e alla radio, mentre dal 1950 lavorò quasi esclusivamente per la televisione. Lasciò le scene nella seconda metà degli anni settanta per ritirarsi a vita privata.

## Filmografia parziale

### Cinema
- Charlie Chan's Courage, regia di Eugene Forde e George Hadden (1934)
- Gelosia sul palcoscenico (Sweet Adeline), regia di Mervyn LeRoy (1934)
- Nebbia a San Francisco (Fog over Frisco), regia di William Dieterle (1934)
- Le due città (A Tale of Two Cities), regia di Jack Conway (1935)
- Porte chiuse (She Was a Lady), regia di Hamilton MacFadden (1935)
- Il ponte (Stranded), regia di Frank Borzage (1935)
- La riva dei bruti (Frisco Kid), regia di Lloyd Bacon (1935)
- L'angelo bianco (The White Angel), regia di William Dieterle (1936)
- Avorio nero (Anthony Adverse), regia di Mervyn LeRoy (1936)
- L'isola della furia (Isle of Fury), regia di Frank McDonald (1936)
- La vita del dottor Pasteur (The Story of Louis Pasteur), regia di William Dieterle (1936)
- La vittima sommersa (The Case of the Suttering Bishop), regia di William Clemens (1937)
- Sotto la maschera (Big Town Girl), regia di Alfred L. Werker (1937)
- I demoni del mare (Sea Devils), regia di Benjamin Stoloff (1937)
- Mezzanotte a Broadway (Charlie Chan on Broadway), regia di Eugene Forde (1937)
- La bambola nera (The Black Doll), regia di Otis Garrett (1938)
- Se fosse a modo mio (If I Had My Way), regia di David Butler (1940)
- Le tre sorelle (The Gay Sisters), regia di Irving Rapper (1942)
- Quando il giorno verrà (Watch on the Rhine), regia di Herman Shumlin (1943)
- Il ponte di San Luis Rey (The Bridge of San Luis Rey), regia di Rowland V. Lee (1944)
- L'uomo meraviglia (Wonder Man), regia di H. Bruce Humberstone (1945)
- Una stella nella notte (Star in the Night), regia di Don Siegel (1945)
- Notte e dì (Night and Day), regia di Michael Curtiz (1946)
- Preferisco mio marito (Never Say Goodbye), regia di James V. Kern (1946)
- L'ora, il luogo e la ragazza (The Time, the Place and the Girl), regia di David Butler (1946)
- Le campane di San Fernando (The Bells of San Fernando), regia di Terry Morse (1947)
- La mano deforme (Scene of the Crime), regia di Roy Rowland (1949)
- Quella meravigliosa invenzione (Free for All), regia di Charles Barton (1949)
- Bagliori sulla giungla (The Lost Volcano), regia di Ford Beebe (1950)
- Assedio d'amore (Mr. Music), regia di Richard Haydn (1950)
- Il risveglio del dinosauro (The Beast from 20.000 Fathoms), regia di Eugène Lourié (1953)
- Pistole infallibili (Born to the Saddle), regia di William Beaudine (1953)
- Il monte di Venere (Kissin' Cousins), regia di Gene Nelson (1964)
- Dimensione 5 (Dimension 5), regia di Franklin Adreon (1966)
- Da un momento all'altro (Moment to Moment), regia di Mervyn LeRoy (1966)
- Il Grinta (True Grit), regia di Henry Hathaway (1969)

### Televisione
- Lights Out – serie TV, episodio 4x07 (1951)
- General Electric Theater – serie TV, episodi 3x02-8x17 (1954-1960)
- Crossroads – serie TV, 4 episodi (1956-1957)
- Tightrope – serie TV, episodio 1x20 (1960)
- Bourbon Street Beat – serie TV, episodio 1x17 (1960)
- Men Into Space – serie TV, episodio 1x30 (1960)
- Indirizzo permanente (77 Sunset Strip) – serie TV, 2 episodi (1960-1962)
- Scacco matto (Checkmate) – serie TV, episodio 1x24 (1961)
- Ben Casey – serie TV, episodio 1x11 (1961)
- Thriller – serie TV, episodio 1x28 (1961)
- Hawaiian Eye – serie TV, episodio 3x33 (1962)
- Sotto accusa (Arrest and Trial) – serie TV, episodio 1x13 (1963)
- Selvaggio west (The Wild Wild West) – serie TV, episodio 2x13-3x03 (1966-1967)
- Hondo – serie TV, episodio 1x03 (1967)
- Squadra speciale anticrimine (The Felony Squad) – serie TV, episodio 3x04 (1968)

## Doppiatori italiani
- Adolfo Geri in Avorio nero
- Giuseppe Rinaldi ne Il risveglio del dinosauro
- Giulio Panicali in L'uomo meraviglia
- Gianni Bertoncin ne Il Grinta